# La Martina
La Martina è un'azienda argentina produttrice di abbigliamento sportivo e per il tempo libero.
La Martina è il fornitore ufficiale della nazionale argentina di polo, della Federation of International Polo in tutti i tornei. Equipaggia inoltre le squadre di Harvard, Yale, Oxford, Cambridge, il College of St. Xavier di Mumbai e la nazionale inglese di polo. La rivista Newsweek ha dichiarato che La Martina ha "cambiato lo sport dei re offrendo ai giocatori maggiore protezione e comfort".
La Martina ha collaborato anche con aziende di lusso per lo sviluppo delle sue linee. La Martina ha anche prodotto abbigliamento tecnico da polo e attrezzature per i membri della squadra Royal Salute.